# Vicara
Vicara – surowiec włókienniczy. Należy do grupy roślinnych włókien białkowych wraz z włóknami Ardil i Silkool. Produkcja Ardillu polega na rozpuszczeniu białka z kukurydzy w ługu sodowym. Następnie otrzymany produkt przetłacza się przez dysze do kąpieli koagulującej. Własności włókna są podobne do wełny, ale o mniejszej wytrzymałości mechanicznej. Włókno najczęściej przerabiane jest na włókno cięte po wymieszaniu z wełną.